# Мадам Дю Бари
Мария-Жана Бекю, графиня Дю Бари (на френски: Marie-Jeanne Bécu, comtesse du Barry), известна като мадам Дю Бари, е последната метреса на Луи XV, крал на Франция и Навара в периода 1715 - 1774 г.

## Живот
Мария-Жана дю Бари се ражда на 19 август 1743 г. Тя е дъщеря на шивачката Ан Бекю и монаха Жан-Жак-Батист Громар дьо Воберние. Майка ѝ работи като домашна прислужница у богати семейства, докато през 1749 г. не се омъжва за заможния Никола Рансон дьо Монтрабе. След това перспективите на момичето се подобряват значително - преподават му философия и литература някои от най-добрите за времето си учители.
Когато е 15-годишна, Мари-Жана постъпва на служба при заможно парижко семейство. Така получава достъп до висшето общество в столицата. По-късно става продавачка в много посещаван моден магазин в Париж – „Ла Тоалет“. На 19-годишна възраст е забелязана от граф Жан-Батист дю Бари, на когото става любовница. С негова помощ тя започва да се подвизава като куртизанка под името Мадмоазел Ланж и е дотолкова високо оценявана, че се прочува и в двора на краля. През 1768 г. самият Луи XV, чувайки за нарасналата ѝ слава и превъзходни качества, пожелава да се запознае с нея. С това граф Дю Бари най-сетне успява да я направи любовница на краля. Той планира да я използва срещу министър Шоазьол, с когото враждува.
Застаряващият вече 53-годишен крал е силно запленен от красотата на младата си метреса и ѝ урежда официално присвояване на благородническа титла, като я жени за граф Гийом дю Бари, брат на Жан-Батист дю Бари, за чиято жена тя се е представяла до момента, наричайки се пак графиня Дю Бари - от 1 септември 1768 г. нататък вече законно е такава. През април 1769 г. графинята е представена официално в двора.
Развличайки монарха, Мария-Жана получава като награда висока рента (редовни постъпления от подарен ѝ и вложен в нейна полза капитал), имения и скъпи бижута. Прокарването на плановете на Жан-Батист дю Бари – да издейства оставката на Шоазьол – на първо време претърпява неуспех, тъй като неговата позиция изглежда непоклатима, като така си спечелва враг в негово лице. Той демонстрира неприкрита враждебност към фаворитката на монарха, разпространявайки по неин адрес компрометиращи слухове, подправени с неприлични песнички и илюстриращи поведението ѝ порнографски рисунки. Под негово внушение силно я намразва и кралската снаха Мария-Антоанета, жена на внука на краля, Луи XVI, чийто брак с него тя дължи на влиянието на министъра. През 1771 г. графинята все пак успява да убеди Луи XV да уволни Шоазьол и да назначи на негово място херцог Д'Егийон, с което само засилва неприязънта на Мария-Антоанета към себе си.
Когато Луи XV научава, че е болен от едра шарка (в резултат на заболяването си той скоро умира), изпраща Дю Бари в абатството Пон-о-Дам, където тя живее 2 години, до октомври 1776 г., след което се настанява окончателно в замъка си Лувесиен. Там тя води спокоен живот и има две дълги връзки, по време на които е искрено влюбена.
При първите вълнения по време на Революцията (1789), графиня Дю Бари поема грижата за ранените, без да прави разлика между републиканци и роялисти. По този повод тя дори получава писмо от старата си неприятелка Мария-Антоанета, която ѝ благодари за оказаните грижи на защитниците на монархията. Но републиканците видимо хранят подозрения към нея заради миналото ѝ и тя публично заявява, че подкрепя каузата им; с това успява да разсее техните съмнения. Все пак тя завършва живота си на гилотината поради симпатиите, които си позволява да изразява, към остатъците от кралското семейство и обкръжение, когато те вече организирано са подложени на репресиите на републиканския терор. В самата Франция тя наистина се въздържа от подобни постъпки, но си ги позволява при неколкократните си пътувания до Лондон (около 1791 – 1793 г.), във връзка с издирването и връщането на откраднати ѝ скъпоценности. Довод срещу нея е и значителното ѝ богатство, чиято стойност още повече изпъква на фона на новината за цената на задигнатите ѝ бижута и голямата награда, обявена за намирането им. Вече считана за враг на народа (юридически термин, използван за окачествяването на противниците на революцията като зловредни и опасни), при едно от връщанията си във Франция някогашната краска любовница е арестувана и след дълъг съдебен процес е обезглавена на 8 декември 1793 г., при все че в последен отчаян опит за спасение тя разкрива на палачите къде са скрити последните ѝ скъпоценности.

## Филм
През 2023 година излиза историческият филм „Жана дю Бари“ (Jeanne du Barry) на режисьорката Майвен, която сама изпълнява и главната роля на мадам Дю Бари. Филмът е копродукция на Франция, Великобритания и Белгия.